# Рєпнін Петро Петрович
Рєпнін Петро Петрович (* 18 вересня 1894, Петербург, Російська імперія — † 1 липня 1970, Москва, СРСР) — радянський російський актор театру і кіно, театральний режисер (1922—1924 рр.).

## Біографія
Народився 1894 року в Петербурзі, в міщанській родині відомого в місті фотографа.
У 1907—1914 роках навчався в Реальному училищі А. С. Черняєва. 
З 1914 року — артист в аматорській антрепризі В. С. Воронського і Л. Л. Соколова. 
У 1915—1918 рр. — актор Петроградського театру мініатюр. 
У 1918—1922 рр. навчався режисурі на курсах майстрів сценічної постановки під керівництвом В. Мейерхольда.
У 1920 році — актор театру «Кажан», в 1920—1924 роках — актор Вільного театру (пізніше — Театр РСФСР-I п/к В. Е. Мейєрхольда). 
У 1922—1924 рр. — режисер Московського театру Революції. 
У 1924—1932 рр. працює в кіно. 
У 1932—1934 роках — актор театру Бауманських хлопців, в 1934—1938 роках — артист Реалістичного театру п/к Миколи Охлопкова, в 1938—1940 роках — артист Камерного театру Таїрова. 
З 1941 року — актор у Всесоюзній Державній Концертній організації, в 1942 році — в джаз-оркестрі Покрасса, в 1942—1944 роках — актор фронтової філії Малого театру. 
У 1944—1945 рр. — актор театру при «Мосфільмі», в 1945—1947 роках — актор в театрі Музичної драми Міністерства охорони здоров'я.
У 1947—1955 рр. — актор Державного театру-студії кіноактора.
Знімався в українських фільмах: «Бенефіс клоуна Жоржа» (1928, ВУФКУ), «Іван Іванович» (1935)[джерело?], «Суворий юнак» (1935, Українфільм), «Застава біля чортова броду» (1936, Українфільм), «Гомони-містечко» (1939), «Дочка моряка» (1941), «Моя дочка» (1957, директор театру), «Під золотим орлом» (1957, Цукович).
Пішов з життя 24 липня 1970 року в Москві. Похований на другій ділянці Ваганьковського кладовища.

## Фільмографія
- «Гонка за самогонкою» (1924, також сценарист)
- «З іскри полум'я» (1924)
- «Даєш радіо!» (1925, к/м)
- «На вірному сліду» (1925)
- «Ех, яблучко, куди котишся?» (1926)
- «Гвинтик з іншої машини» (1926)
- «Коли пробуджуються мертві» (1926)
- «Міс Менд» (1926)
- «Білий орел» (1928, архієрей)
- «Капітанська дочка» (1928, гвардії сержант)
- «Бенефіс клоуна Жоржа» (1928, ВУФКУ, Одеса)
- «Живий труп» (1929)
- «Комета» (1929, купець)
- «Прорив на заводі» (1930)
- «Ліквідація прориву на заводі „Манометр“» (1931)
- «Крила» (1932)
- «Чорний барак» (1933)
- «Пампушка» (1934, пан Карре-Ламадон)
- «Вражі стежки» (1935)
- «Суворий юнак» (1935, Українфільм)
- «Застава біля чортова броду» (1936, Українфільм)
- «Зорі Парижа» (1936)
- «Підкидьок» (1939, Муля, чоловік Лялі)
- «Дівчина з характером» (1939, директор Цвєтков)
- «Гомони-містечко» (1939, Київська кіностудія; Сидоров, секретар)
- «Бойова кінозбірка № 1» (1941, Гітлер)
- «Дочка моряка» (1941, Одеська кіностудія; капітан «Абхазії»)
- «Хлопець з тайги» (1941)
- «Кутузов» (1943, епізод, немає в титрах)
- «Біле Ікло» (1946, золотошукач)
- «Молода гвардія» (1948, епізод, немає в титрах)
- «Кубанські козаки» (1949, епізод, немає в титрах)
- «Змова приречених» (1950, Джейк, немає в титрах)
- «Адмірал Ушаков» (1953, придворний, немає в титрах)
- «Беззаконня» (1953, к/м; сусід Мігуєва, немає в титрах)
- «Минь» (1953, к/м; епізод, немає в титрах)
- "Анна на шиї (1954, епізод, немає в титрах)
- «Нестерка», «Секрет краси» (1955)
- «Дівчинка і крокодил» (1956, двірник (в титрах зазначений як «В. Репнін»)
- «На підмостках сцени» (1956, Налімов)
- «Як спіймали Семагу» (1957, к/м; епізод)
- «Моя дочка» (1957, Одеська кіностудія; директор театру)
- «Під золотим орлом» (1957, к/ст. ім. О. Довженка; Цупович)
- «Дівчина без адреси» (1957, провідник, немає в титрах)
- «Отаман Кодр»/Balada haiduceasca (1958, Молдова-фільм; губернатор Федоров)
- «Вірні серця» (1959, Іван Степанович Морозов)
- «Випробувальний термін» (1960)
- «Вільний вітер» (1961, комісар поліції)
- «Абсолютно серйозно» (кіноальманах) — «Як створювався Робінзон» (1961, фільм № 1; кінокритик у пролозі, немає в титрах)
- «Без страху і докору» (1962, епізод, немає в титрах)
- «Прозріння» (1962, к/м)
- «Ланцюгова реакція» (1962)
- «Я купив тата» (1962, епізод, немає в титрах)
- «Скарби республіки» (1964, епізод)
- «На завтрашній вулиці» (1965, епізод, немає в титрах)
- «Королівська регата» (1966, епізод, немає в титрах)
- «Кавказька полонянка, або Нові пригоди Шурика» (1966, головний лікар психіатричної лікарні (в титрах як «Н. Репнін»)
- «В горах моє серце» (1967, к/м; Козак)
- «Щит і меч»/Schild und Schwert (1968, господар ресторану)
- «Злочин і покарання» (1969, лікар)
- «Струс» (1970, к/м; художник іконописної майстерні) та ін.